# Kwantumtoestand
Een kwantumtoestand is de kwantummechanische weergave van een bepaalde fysische toestand. In de klassieke mechanica wordt die fysische toestand meestal weergegeven met behulp van een toestandsfunctie, waarmee een verband aangegeven wordt tussen verschillende meetbare kenmerken van die toestand. In de kwantummechanica kan die toestand slechts worden weergegeven als een kans op het aantreffen van een bepaalde toestand, meestal aangegeven door middel van een waarschijnlijkheidsamplitude:  {\displaystyle |\Psi \rangle }. Er zijn meer belangrijke verschillen:

## Vergelijking tussen kwantum- en klassieke fysische toestanden
- In de klassieke mechanica wordt de fysische toestand wiskundig meestal weergegeven met behulp van een faseruimte, opgespannen door reële, meetbare variabelen, die gebonden zijn aan bepaalde vrijheidsgraden en randvoorwaarden. In de kwantummechanica wordt die toestandsruimte wiskundig weergegeven door middel van een complexe Hilbertruimte, opgespannen door orthogonale eigenvectoren die elk de kans op een mogelijke uitkomst van een meting weergeven.[1]
- In de klassieke mechanica is een punt in de faseruimte een weergave van direct meetbare kenmerken van de fysische toestand. In de kwantummechanica is er tussenkomst noodzakelijk van een observabele (i.e. een meetbare eigenschap), die wiskundig wordt vertaald als een operator in de Hilbertruimte. Die operator projecteert de kwantumtoestand {\displaystyle |\Psi \rangle } op een of meer mogelijke eigentoestanden. Het resultaat van de meting is één van die eigentoestanden, waarmee tevens de oorspronkelijke kwantumtoestand veranderd is in die eigentoestand. Bij elke observabele kan een (Hermitische) operator worden gedefinieerd met bijbehorende eigentoestanden. Dat kan een beperkt aantal zijn (bv. spintoestanden, kwantumgetallen in het algemeen) of oneindig veel (bv. plaats- of snelheidscoördinaten binnen bepaalde randvoorwaarden)
- In de klassieke mechanica gaat men ervan uit dat het meetproces (mits zorgvuldig uitgevoerd) niet van invloed is op de meetbare kenmerken van het fysische verschijnsel zelf. Ook kan men vaak meerdere metingen tegelijk uitvoeren zonder daarbij het verschijnsel te verstoren. In de kwantummechanica is de invloed van een meting echter onontkoombaar, doordat de kwantumtoestand wezenlijk verandert in een bepaalde eigentoestand.
- Waar in de klassieke mechanica het resultaat van een meting reëel en ondubbelzinnig is, is er in de kwantummechanica slechts sprake van een verwachtingswaarde, i.e. een kans op het aantreffen van een bepaalde meetuitkomst. Die verwachtingswaarde wordt weergegeven als: {\displaystyle \langle A\rangle =\langle \psi |A|\psi \rangle }, waarin {\displaystyle A} de operator voorstelt van de bijbehorende observabele en {\displaystyle \psi } de (zuivere, zie hierna) kwantumtoestand. Als {\displaystyle A} een complete set van eigenvectoren {\displaystyle \phi _{j}} heeft, met eigenwaarden {\displaystyle a_{j}}, dan kan {\displaystyle \langle A\rangle =\langle \psi |A|\psi \rangle } ook worden uitgedrukt als een som van waarschijnlijke uitkomsten van een meting van de observabele die verbonden is met de operator {\displaystyle A} in de kwantumtoestand {\displaystyle \psi }:{\displaystyle \langle A\rangle _{\psi }=\sum _{j}a_{j}|\langle \psi |\phi _{j}\rangle |^{2}.} De eigenwaarden {\displaystyle a_{j}} zijn hier de mogelijke uitkomsten van het experiment, en de corresponderende coëfficiënten {\displaystyle |\langle \psi |\phi _{j}\rangle |^{2}} geven de waarschijnlijkheid weer van het optreden van deze uitkomsten.
- De evolutie in de tijd van een fysische toestand wordt in de klassieke mechanica bepaald door de Newtoniaanse bewegingsvergelijkingen; de evolutie van een kwantumtoestand wordt beschreven met behulp van de Schrödingervergelijking.

## Notatie
Men duidt een kwantumtoestand typisch aan met de diracnotatie: een symbool geplaatst tussen een verticale streep en een rechte haak, zoals
{\displaystyle |\psi \rangle }.
Wanneer men de toestand als een golffunctie beschrijft, kan men de afhankelijkheid van de coördinaten en/of de tijd expliciet maken, en bijvoorbeeld schrijven:
{\displaystyle \psi (\mathbf {r} ,t)}

## Verschillende soorten kwantumtoestanden
- Indien een kwantumtoestand door middel van een operator (als meting van een observabele) ondubbelzinnig (i.e. 100%) op een eigentoestand wordt geprojecteerd, dan spreekt men van een zuivere toestand (pure state). Door zo'n meting verandert die kwantumtoestand ook definitief in die eigentoestand met bijbehorende eigenwaarde.
- Kwantumtoestanden die meerdere verschillende zuivere toestanden omvatten vormen gezamenlijk vaak een gemengde toestand (mixed state), waarbij de kans op het aantreffen (na meting) van een bepaalde eigentoestand vaak minder dan 100% is. De verwachtingswaarde van een observabele is in dat geval ook een som van de bij die verschillende (zuivere) kwantumtoestanden horende verwachtingswaarden: {\displaystyle \langle A\rangle =\sum _{s}p_{s}\langle \psi _{s}|A|\psi _{s}\rangle =\operatorname {Tr} (\rho A)} waar {\displaystyle p_{s}} de kans op de verschillende verwachtingswaarden aangeeft, {\displaystyle \operatorname {Tr} } het spoor (trace) van de operator {\displaystyle \rho A}, waarin {\displaystyle \rho } de dichtheidsmatrix van de gemengde toestand is.
- Gevolg van het gelijktijdig uitvoeren van verschillende metingen aan een gemengde toestand (bv. de plaats en de snelheid van een deeltje) is dat deze leiden tot onzekere uitkomsten zoals weergegeven wordt in de onzekerheidsrelatie van Heisenberg. De operatoren die zo'n meting weergeven zijn niet-commutatief, d.w.z. de volgorde waarmee de metingen worden uitgevoerd is bepalend voor verschillende uitkomsten.
- Een bijzonder geval vormen de zgn. verstrengelde toestanden, waarbij de verstrengeling zelf (bv. de tegengestelde spin van een systeem van twee componenten) een zuivere toestand is, maar waarbij de spin van elke afzonderlijke component compleet onzeker is (0 %). Die verstrengeling blijft bestaan, ongeacht de onderlinge afstand tussen de twee componenten. Dit wordt bv. toegepast in een qubit.
- De kwantumtoestand {\displaystyle |\Psi \rangle } wordt in de Hilbertruimte weergegeven als een complexwaardige vector een genormeerde lengte 1, waarmee, samen met de bovengenoemde Schrödingervergelijking alle mogelijke kennis omtrent die kwantumtoestand is samengevat (i.e. er zijn geen "verborgen variabelen"; de kwantummechanica is "compleet")